# Lars Wrangel
Lars Wrangel, född 14 augusti 1704 i Risinge församling, Östergötlands län, död 15 februari 1771 i Risinge församling, Östergötlands län, var en svensk präst.

## Biografi
Wrangel föddes 1704 på Mo i Risinge församling. Han var son till skaffaren Anders Örsson och Maria Månsdotter. Wrangel blev 1722 student vid Uppsala universitet och avlade 19 juni 1731 magisterexamen. Han prästvigdes 30 maj 1733 och blev domkyrkoadjunkt i Linköpings församling. Wrangel blev 1735 komminister i Sankt Lars församling och 1743 blev han kyrkoherde i Risinge församling. Han blev 1752 kontraktsprost i Bergslags kontrakt. Han var preses vid 1755 års prästmöte och riksdagsman för prästeståndet vid riksdagen 1765–1766. Wrangel avled 1771 i Risinge församling och begravdes 24 februari samma år.
Under hans tid som präst ville biskop Andreas Olavi Rhyzelius vid biskopsvisitationen 1745 ta bort eller överkalka medeltidsmålningarna i Risinge kyrka. Församlingsborna gick emot biskopens beslut och biskopen lät medeltidsmålningarna vara kvar i kyrkan.

### Familj
Wrangel gifte sig 9 maj 1736 med Elsa Catharina Kraemer (1714-1780). Hon var dotter till en kyrkoherden Daniel Krämer i Horns församling och Margarete Dickman. De fick tillsammans barnen Daniel Wrangel (född 1739), Maria Wrangel (född 1741) som var gift med stadsfälskären Fredric Fritz i Norrköping och revisionssekreteraren Anders Wrangel (1742-1801) i Stockholm.